# Youngia cristata
Youngia cristata là một loài thực vật có hoa trong họ Cúc. Loài này được C.Shih & C.Q.Cai miêu tả khoa học đầu tiên năm 1995.